# Andrea Terenzi
Andrea Terenzi (Latina, 6 gennaio 1989) è un giocatore di calcio a 5 italiano.

## Carriera
Inizia nel settore giovanile dell'Roma giocando a calcio, passa in seguito al Città di Latina calcio a 5 dove gioca per 12 stagioni conquistando la maglia azzurra della Nazionale Italiana Under 21 (partecipando al Torneo Internazionale "Città di Policoro") e ritagliandosi un ruolo di assoluta importanza nella compagine nero-azzurra.

## Palmarès

### Competizioni nazionali
- Campionato di Serie A2: 1
Latina: 2013-14 (girone B)
- Campionato di Serie B: 2
Latina: 2011-12 (girone E)
Petrarca: 2017-18 (girone B)
- Coppa Italia di Serie B: 1
Petrarca: 2017-18

### Competizioni internazionali
- Torneo Internazionale Quattro Nazioni

Italia under 21: 2009-2010 (Secondo posto)